# Hubara africana
La hubara africana(Chlamydotis undulata) és un gran ocell dins la família Otidae.

## Descripció
Fa de 55 a 65 cm de llargada i una envergadura alar de 135-170 cm. És de color marró per sobre i blanca per sota, amb una banda negra sota el coll. Els dos sexes són similars, però la femella és una mica més petita i més grisa per sobre. Pesen d'1,15 a 2,4 kg en el cas dels mascles i d'1 a 1,7 kg en el de les femelles.

## Taxonomia
La que abans es considerava com una subespècie asiàtica ha passat a ser una espècie, Chlamydotis macqueenii. Aquestes dues espècies són els únics membres del gènere Chlamydotis. El pioc hubara de Canàries és la subespècie Chlamydotis undulata fuertaventurae. La línia de divisió entre les dues espècies de Chlamydotis és la Península de Sinaí.

## Distribució i hàbitat
La hubara es troba a les Illes Canàries, Àfrica del Nord, l'Iran, Aràbia saudita, Índia, Paquistan, el Kazakhstan, Xina, i els Emirats Àrabs Units. Cria en els deserts i altres zones àrides sorrenques.
És una espècie omnívora.